# Rouge (make-up)

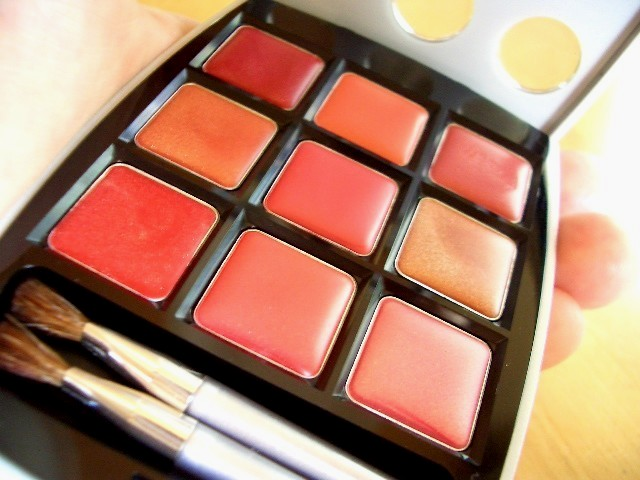
Doosje met verschillende kleuren rouge

Rouge (Frans voor rood) of blusher (blush is Engels voor blos) is een type make-up dat wordt gebruikt om het uiterlijk van een gezicht bepaalde accenten te geven. De kleur van deze make-up is meestal rood of een afgeleide kleur als roze of bruin. De rouge wordt vooral aangebracht op de wangen en jukbeenderen. Aanbrengen kan door middel van een kwast, de vingers of een beautyblender.
Rouge in poedervorm bestaat uit talkpoeder dat met een kleurstof is vermengd, aan te brengen met een zachte kwast, en wordt verkocht in platte doosjes. Er worden ook rouges verkocht die in een vloeibare of vettige substantie zijn opgenomen; deze worden ingewreven.
Door de rouge ziet iemand eruit alsof deze een blos op de wangen heeft, net als na een inspanning of bij seksuele opwinding, waardoor iemand er aantrekkelijker, gezonder en jeugdiger uit kan zien. De rouge kan ook gebruikt worden om de indruk van de vorm van het gezicht te veranderen, dit wordt ook wel contouring genoemd. Een donkere rouge werkt dan als een schaduwpartij.
Bij het gebruik stemt men de kleur af op de huidskleur en op de kleding en overige make-up, zoals lippenstift.